# Championnat d'Europe de patinage artistique 1906
Navigation
Édition précédente Édition suivante
Le championnat d'Europe de patinage artistique 1906 a lieu du 28 au 29 janvier 1906 à la patinoire extérieure de Davos en Suisse.
Le championnat à Davos a lieu les mêmes jours et au même endroit que la compétition mondiale des Dames.

## Podium
| Épreuves                      | Or             | Argent     | Bronze     |
| ----------------------------- | -------------- | ---------- | ---------- |
| Messieurs résultats détaillés | Ulrich Salchow | Ernst Herz | Per Thorén |

## Tableau des médailles
| Rang  | Nation   | Or | Argent | Bronze | Total |
| ----- | -------- | -- | ------ | ------ | ----- |
| 1     | Suède    | 1  | 0      | 1      | 2     |
| 2     | Autriche | 0  | 1      | 0      | 1     |
| Total | Total    | 1  | 1      | 1      | 3     |

## Détails de la compétition Messieurs
| Rang | Nom             | Nation    | Places | Points | Fig. impo. | Prog. libre |
| ---- | --------------- | --------- | ------ | ------ | ---------- | ----------- |
| 1    | Ulrich Salchow  | Suède     | 5      |        |            |             |
| 2    | Ernst Herz      | Autriche  | 13     |        |            |             |
| 3    | Per Thorén      | Suède     | 18     |        |            |             |
| 4    | Bror Meyer      | Suède     | 21     |        |            |             |
| 5    | Sándor Urbáry   | Hongrie   | 25     |        |            |             |
| 6    | Max Rendschmidt | Allemagne | 23     |        |            |             |